# Cavillator longipes
Genre
Espèce
Cavillator longipes, unique représentant du genre Cavillator, est une espèce d'araignées aranéomorphes de la famille des Salticidae.

## Distribution
Cette espèce est endémique du Zimbabwe.

## Publication originale
- Wesołowska, 2000 : New and little known species of jumping spiders from Zimbabwe (Araneae: Salticidae). Arnoldia Zimbabwe, vol. 10, no 15, p. 145-174.